# SMS Aspern
SMS Aspern, mala krstarica Austro-ugarske ratne mornarice i drugi brod klase Zente.